# Boxweltmeisterschaften 2003
Die 12. Amateur-Boxweltmeisterschaften der Herren fanden vom 6. Juni bis 13. Juni 2003 in Bangkok statt.

## Medaillengewinner
| Klasse                              | Gold                         | Silber                           | Bronze                                                         |
| ----------------------------------- | ---------------------------- | -------------------------------- | -------------------------------------------------------------- |
| Halbfliegengewicht (– 48 Kilogramm) | Sergei Kasakow Russland      | Zhou Shiming Volksrepublik China | Harry Tañamor Philippinen Karim Nouman Pakistan                |
| Fliegengewicht (– 51 Kilogramm)     | Somjit Jongjohor Thailand    | Jérôme Thomas Frankreich         | Rustam Rahimov Deutschland Alexandar Alexandrow Bulgarien      |
| Bantamgewicht (– 54 Kilogramm)      | Ağası Məmmədov Aserbaidschan | Gennadi Kowaljow Russland        | Bahodirjon Sultonov Usbekistan Detelin Dalakliew Bulgarien     |
| Federgewicht (– 57 Kilogramm)       | Galib Schafarow Kasachstan   | Vitali Tajbert Deutschland       | Seok-Hwan Jo Südkorea Abdusaalom Chassanow Tadschikistan       |
| Leichtgewicht (– 60 Kilogramm)      | Mario Kindelán Kuba          | Pichai Sayotha Thailand          | Gyula Káté Ungarn Martin Dreßen Deutschland                    |
| Halbweltergewicht (– 64 Kilogramm)  | Willy Blain Frankreich       | Alexander Maletin Russland       | Tofik Achmenow Aserbaidschan Manus Boonjumnong Thailand        |
| Weltergewicht (– 69 Kilogramm)      | Lorenzo Aragón Kuba          | Schersod Husanow Usbekistan      | Ruslan Chairow Aserbaidschan Andre Berto Vereinigte Staaten    |
| Mittelgewicht (– 75 Kilogramm)      | Gennadi Golowkin Kasachstan  | Oleh Maschkin Ukraine            | Nikola Sjekloća Serbien und Montenegro Yordanis Despaigne Kuba |
| Halbschwergewicht (– 81 Kilogramm)  | Jewgeni Makarenko Russland   | Wiktor Perun Belarus             | Aleksy Kuziemski Polen Rudolf Kraj Tschechien                  |
| Schwergewicht (– 91 Kilogramm)      | Odlanier Solís Kuba          | Alexander Alexejew Russland      | Steffen Kretschmann Deutschland Wiktar Sujeu Belarus           |
| Superschwergewicht (+ 91 Kilogramm) | Alexander Powetkin Russland  | Pedro Carrión Kuba               | Rustam Saidov Usbekistan Sebastian Köber Deutschland           |

## Medaillenspiegel
| Platz | Nation                 | Gold | Silber | Bronze | Gesamt |
| ----- | ---------------------- | ---- | ------ | ------ | ------ |
| 1     | Russland               | 3    | 3      | 0      | (6)    |
| 2     | Kuba                   | 3    | 1      | 1      | (5)    |
| 3     | Kasachstan             | 2    | 0      | 0      | (2)    |
| 4     | Thailand               | 1    | 1      | 1      | (3)    |
| 5     | Frankreich             | 1    | 1      | 0      | (2)    |
| 6     | Aserbaidschan          | 1    | 0      | 2      | (3)    |
| 7     | Deutschland            | 0    | 1      | 4      | (5)    |
| 8     | Usbekistan             | 0    | 1      | 2      | (3)    |
| 9     | Belarus                | 0    | 1      | 1      | (2)    |
| 10    | Volksrepublik China    | 0    | 1      | 0      | (1)    |
| 10    | Ukraine                | 0    | 1      | 0      | (1)    |
| 12    | Bulgarien              | 0    | 0      | 2      | (2)    |
| 13    | Tschechien             | 0    | 0      | 1      | (1)    |
| 13    | Ungarn                 | 0    | 0      | 1      | (1)    |
| 13    | Südkorea               | 0    | 0      | 1      | (1)    |
| 13    | Pakistan               | 0    | 0      | 1      | (1)    |
| 13    | Philippinen            | 0    | 0      | 1      | (1)    |
| 13    | Polen                  | 0    | 0      | 1      | (1)    |
| 13    | Tadschikistan          | 0    | 0      | 1      | (1)    |
| 13    | Vereinigte Staaten     | 0    | 0      | 1      | (1)    |
| 13    | Serbien und Montenegro | 0    | 0      | 1      | (1)    |
|       | TOTAL                  | 11   | 11     | 22     | (44)   |